# ندى سعفان
ندى سعفان (مواليد 10 سبتمبر 1996) هي لاعبة سباحة إيقاعية مصرية، مثّلت مصر في أولمبياد ريو دي جانيرو 2016 وحلت مع منتخب مصر في المركز السابع. شقيقتها التوأم هي نهال سعفان السبّاحة أيضًا.

## روابط خارجية
- ندى سعفان على موقع الاتحاد الدولي للسباحة (الإنجليزية)
- ندى سعفان على موقع اللجنة الأولمبية الدولية (الإنجليزية)
- ندى سعفان على موقع أوليمبيديا (الإنجليزية)